# فرودگاه تنگول
فرودگاه تنگول (به انگلیسی: Thangool Airport) یک فرودگاه با کد یاتا THG است که یک باند فرود آسفالت دارد و طول باند آن ۱۵۲۲ متر است. این فرودگاه در کشور استرالیا قرار دارد و در ارتفاع ۱۹۶ متری از سطح دریا واقع شده است.